# مقابر جماعية في قطاع غزة
خلال الحرب الفلسطينية الإسرائيلية، اُستخدمت المقابر الجماعية على نطاق واسع في قطاع غزة، مع تحويل باحات العديد من المستشفيات إلى مقابر.
في أبريل 2024، اكتشفت مقابر جماعية في قطاع غزة خلال الحرب الفلسطينية الإسرائيلية. وقد عثر على مثل هذه القبور في مستشفيين كبيرين، هما مستشفى مجمع ناصر الطبي ومستشفى الشفاء، وكلاهما تعرضا للهجوم من قبل قوات الدفاع الإسرائيلية. وقد أنشأت سابقاً مقابر جماعية في باحات المستشفيين، ووفقًا لتحليل مستقل، فإن القبر الذي عثر عليه في مستشفى ناصر كان في نفس الموقع الذي أنشأه الفلسطينيون قبل أشهر. كما عثر على مقابر في بيت لاهيا، وفي دير البلح. وعثر أيضاً على أكثر من 300 جثة حتى 24 أبريل 2024.
وقد أثار هذا الاكتشاف قلقاً دولياً بشأن جرائم حرب محتملة ودعوات لإجراء تحقيق، بما في ذلك الأمم المتحدة. وقد استشهد العديد من المسؤولين في الأمم المتحدة بتقارير تفيد بأن عدداً غير محدد من الجثث التي عُثر عليها كانت مقيدة الأيدي.
وقال الجيش الإسرائيلي إن الاتهامات الموجهة إليهم بالتسبب في عمليات القتل "لا أساس لها من الصحة". وقال الجيش الإسرائيلي إنه خلال عمليته "في مجمع ناصر، وفي إطار الجهود المبذولة لتحديد مكان الرهائن والمفقودين، فحصت الجثث التي دفنها الفلسطينيون في المجمع". وذكروا كذلك أنه "أعيدت الجثث التي قد فحصت والتي لا تعود للرهائن الإسرائيليين إلى مكانها".

## خلفية
منذ بداية الحرب، قامت إسرائيل بمهاجمة أو تدمير كل المستشفيات تقريبًا في قطاع غزة. وفي يناير/كانون الثاني 2024، أعلنت وزارة الصحة في غزة أنه دفن 40 جثة داخل المستشفى بسبب "حصار الأحياء القريبة من مجمع ناصر الطبي". وكان مسؤول بمستشفى ناصر قد صرح للصحفيين في يناير/كانون الثاني بأن العاملين بالمستشفى دفنوا نحو 150 جثة في ساحة المستشفى.
تعرض المستشفى للقصف عدة مرات طوال الحرب، وحظي بتغطية إعلامية دولية كبيرة بعد وفاة دنيا أبو محسن، البالغة من العمر 13 عامًا، والتي نجت من غارة جوية إسرائيلية سابقة أدت إلى مقتل عائلتها بأكملها. وأفادت التقارير أن مجمع ناصر توقف عن العمل بعد الغارة الإسرائيلية في فبراير/شباط.
دخل جنود إسرائيليون المستشفى بتاريخ 15 فبراير 2024 من الجنوب؛ ووفقا لمتحدث باسم وزارة الصحة في غزة، فقد دمروا الخيام وجرفوا مقبرة جماعية. وذكرت إسرائيل أنها استخرجت وفحصت نحو 400 جثة بحثاً عن رهائن إسرائيليين.
وبسبب انقطاع التيار الكهربائي أثناء دخول جنود الاحتلال إلى المستشفى، توفي خمسة مرضى في المستشفى. في 18 فبراير، قالت منظمة الصحة العالمية إن المستشفى لم يعد قادرًا على خدمة مرضاه، وأن المستشفى لم يعد يعمل. وأرجع تيدروس أدهانوم غيبريسوس عدم قدرة المستشفى على مواصلة العمل إلى الحصار والغارة الإسرائيلية.
دعت الأمم المتحدة والولايات المتحدة والاتحاد الأوروبي إلى إجراء تحقيق مستقل لتحديد الحقيقة وضمان المساءلة. وقال المتحدث باسم الأمم المتحدة ستيفان دوجاريك: "من المهم أن يتم الحفاظ على جميع الأدلة الجنائية بشكل جيد". ولكن مع تكثيف إسرائيل لهجومها على مدينة رفح الجنوبية، بعد إغلاق المعبر إلى مصر ومنع أي نشر محتمل لفرق الطب الشرعي أو المعدات إلى غزة، يتم حفر مواقع الدفن وجمع الأدلة بشكل عشوائي. وقال الخبراء إن إزعاج المواقع التي قد تكمن فيها أدلة جرائم الحرب من شأنه أن يجعل البحث عن الحقيقة أكثر صعوبة - ومع ذلك لم تُفقَد كل الآمال في تحقيق العدالة.
وزعم عدد من أفراد الدفاع المدني أنهم عثروا على أدلة على سوء المعاملة، بما في ذلك التعذيب والإعدامات خارج نطاق القضاء والقتل غير القانوني للمدنيين غير المقاتلين، وهو ما قد يرقى إلى جرائم حرب. وقال رامي دبابش، أحد أفراد فريق الدفاع المدني الذي شارك في أعمال استخراج الجثث في مستشفى الشفاء، للجزيرة إن فريقه عثر على "جثث مقطوعة الرأس". وقال المسعف عادل المشهراوي إنه رأى جثث أطفال ونساء يرتدون ملابس المستشفى. وقال عضو الدفاع المدني محمد مغير إن ما لا يقل عن 10 جثث عثر عليها بأيدي مقيدة بينما لا تزال أنابيب طبية متصلة بجثث أخرى. وأضاف أن هناك حاجة إلى فحص جنائي إضافي لنحو 20 جثة لأشخاص يشتبه في أنهم "دُفنوا أحياء". وقال يامن أبو سليمان، رئيس الدفاع المدني في خان يونس، إن بعض الجثث التي عثر عليها في مجمع ناصر الطبي كانت "مكدسة فوق بعضها البعض" وأظهرت مؤشرات على وقوع إعدامات ميدانية. وتم انتشال ما لا يقل عن 392 جثة في هذا الموقع وحده.
أصدر خبراء من الأمم المتحدة بيانا مشتركا يوم الاثنين أدانوا فيه ما وصفوه بالعنف المنهجي ضد الفلسطينيين في غزة، وخاصة ضد النساء والأطفال. وأضاف البيان، الذي شارك في كتابته سبعة من خبراء حقوق الإنسان، أن 390 جثة تم اكتشافها في مقابر جماعية بالقرب من مستشفيي الشفاء وناصر. وأضاف البيان: "نحن مذهولون من التفاصيل التي ظهرت من المقابر الجماعية التي تم الكشف عنها مؤخرا في قطاع غزة". وأضاف أن العديد من الجثث تظهر عليها "علامات التعذيب والإعدامات الفورية، وحالات محتملة لأشخاص دفنوا أحياء". ويشير البيان إلى أنه من بين 34488 فلسطينيا قتلوا منذ بداية الحرب قبل سبعة أشهر، كان هناك 14500 طفل و9500 امرأة. وتنكر إسرائيل عدد القتلى كما جمعته السلطات الصحية المحلية التي تديرها حكومة غزة التي تسيطر عليها حماس. ويقول البيان إن التقارير مستمرة عن الاعتداء الجنسي والعنف ضد النساء والفتيات المحتجزات من قبل القوات الإسرائيلية، لكنه لا يقدم أي تفاصيل أخرى. وتشير تقارير الأمم المتحدة إلى أن "عدداً من" النساء والفتيات "اختفين قسراً" منذ بداية الحرب.
وقال المكتب الإعلامي إنه تم العثور على ثلاث مقابر جماعية في مستشفى الشفاء، وثلاث في مستشفى ناصر في مدينة خانيونس جنوب غزة، وواحدة داخل مستشفى كامل عدوان شمال غزة. وأضاف "تم استخراج ما لا يقل عن 520 جثة من المقابر الجماعية السبع". ودعت حماس التي تحكم قطاع غزة المجتمع الدولي إلى التدخل لوقف الهجوم الإسرائيلي المميت على الجيب الفلسطيني. وقالت في بيان إن اكتشاف مقبرة جماعية جديدة "دليل جديد على وحشية جيش الاحتلال الإجرامي في عدوانه الممنهج ضد شعبنا والقطاع الطبي".
وتابعت "الاحتلال (الإسرائيلي) يسعى إلى تدمير أسس الحياة (في غزة) لتحقيق مخططاته في الإبادة والتهجير". ودعت المجموعة الفلسطينية جميع منظمات حقوق الإنسان "إلى توثيق هذه الجرائم وإرسالها إلى المحكمة الجنائية الدولية والمحاكم المختصة الأخرى لمحاسبة هذا الكيان المارق وقادته المجرمين".
وبحسب تقرير وكالة تسنيم الدولية للأنباء، أعلنت منظمة هيومن رايتس ووتش الأوروبية المتوسطية، أن فرقها تتابع عن كثب اكتشاف مقابر جماعية في مستشفيات مختلفة بقطاع غزة، بما في ذلك مجمع ناصر والشفا الطبي، وجثث المئات من وشوهد الفلسطينيون المدفونون في هذه المقابر، يطالبون بالتحرك الدولي الفوري للتحقيق في جرائم النظام الصهيوني بإخفاء مئات الجثث في مقابر جماعية بقطاع غزة. وذكرت هذه المنظمة الحقوقية أن العدد الدقيق للمقابر والجثث المخبأة فيها لا يزال مجهولا ونحن بحاجة إلى تحرك دولي عاجل، بما في ذلك تشكيل لجنة تحقيق دولية مستقلة عاجلة للتحقيق في هذه القضية، ويبدو أن الآلاف من المدنيين والذين دفنوا فيها تعرضوا لعمليات إعدام تعسفية وخارج نطاق القانون ويجب دفنهم في هذه المقابر. وينبغي تشكيل لجنة فنية مكونة من خبراء لتحديد السبب الدقيق لوفاة هؤلاء المدنيين وإنشاء نظام يسمح بالتعرف على هوياتهم.
وبحسب هذا التقرير فإن فرق الدفاع المدني في قطاع غزة أعلنت حتى الآن عن اكتشاف مئات الجثث في مقابر جماعية في مستشفى ناصر وكذلك مجمع الشفاء الطبي في مدينة غزة، وهي صفحة أخرى في قضية الجيش الإسرائيلي. الجرائم في الأراضي الفلسطينية المحتلة. وحتى الآن، تم التعرف على أكثر من 140 مقبرة جماعية أنشأها الجيش الإسرائيلي في غزة. وذكرت المنظمة المذكورة أن فرقها، أثناء معاينة جثث الضحايا الذين دفنوا في مقابر جماعية، وجدت أن العديد منهم كانوا مكبلي الأيدي عند وفاتهم، كما تشير الأدلة إلى أن العديد من هؤلاء الضحايا كانوا مصابين ومرضى. بالإضافة إلى ذلك، تم اكتشاف جثث متحللة بالكامل وبعضها ممزق، وهذه الجثث لمدنيين سحقوا تحت جرافات الجيش الإسرائيلي، والمشاهد التي يمكن رؤيتها فظيعة للغاية. وقد وثقت هذه المنظمة الحقوقية استخراج جثث بعض المدنيين الفلسطينيين، وأعلنت أن العديد من هؤلاء الأشخاص كانوا مرضى؛ بحيث كانت الجبائر والقسطرة البولية لا تزال ملتصقة بهم أثناء الدفن. وبدأت معظم الجثث المكتشفة في التحلل، وتمزقت العديد منها بفعل الحيوانات، بما في ذلك الكلاب، بعد أن منعت قوات الاحتلال الطواقم المعنية من الوصول إلى هذه الجثث الشهرالماضي.
إذابة جثث الشهداء الفلسطينيين بأسلحة الجيش الصهيوني المحرمة لكن من الأمور الفظيعة التي لاحظتها الفرق الحقوقية في معاينة جثث الشهداء الفلسطينيين هو رماد هذه الجثث وذوبانها، مما يدل على استخدام جيش الاحتلال للأسلحة المحرمة دوليا. وفي هذا السياق أفادت المنظمة الأوروبية المتوسطية لحقوق الإنسان: أن الجيش الإسرائيلي يستخدم الأسلحة الحرارية في قطاع غزة، مما يؤدي إلى تحلل وذوبان جثث الضحايا، ونطالب بتشكيل لجنة تحقيق دولية تشمل خبراء في مجال الأسلحة لمعرفة ما هي الأسلحة التي استخدمها الجيش الإسرائيلي لقتل أهل غزة؟ وتشير الأدلة إلى أن إسرائيل استخدمت قنابل تولد حرارة شديدة لاستهداف غزة، مما أدى إلى تحلل جثث الضحايا وذوبانها. وكشفت المنظمة الحقوقية، استناداً إلى أدلة موثوقة، جانباً خفياً من جرائم إسرائيل المروعة في قطاع غزة، والتي تتمثل في إذابة جثث الضحايا نتيجة استخدام الجيش الإسرائيلي للقنابل المحظورة، الأمر الذي يثير الكثير من المخاوف.

## التدنيس
صرح المتحدث باسم وزارة الصحة الفلسطينية أشرف القدرة أن عشرات الجثث التي استخرجت من المقابر الجماعية قد قطعت رؤوسها وانتزعت أعضائها وجلودها من المقابر الجماعية في مستشفى ناصر.
وبحسب المسعفين وفرق الإنقاذ المشاركة في انتشال الجثث، فقد عثر على بعض الجثث مقيدة الأيدي، مما يشير إلى احتمال إعدامها. وعُثر على ضحايا آخرين وعليهم آثار رصاص على رؤوسهم، مما يثير الشكوك حول عمليات إعدام بإجراءات موجزة. كما وردت أنباء عن وجود علامات تعذيب على الجثث.
وبحسب وكالة الأنباء الفلسطينية "وفا" التي تديرها الحكومة الفلسطينية، فقد عثر على بعض الجثث مشبوهة بسرقة أعضاء وبطونها مفتوحة ومخيطة، على عكس تقنيات إغلاق الجروح المعتادة في قطاع غزة. كما عثر على جثة مشوهة لطفلة صغيرة ترتدي ثوبًا جراحيًا، مما أثار الشكوك حول أنها دُفنت حية.

## قائمة القبور
بحلول يناير/كانون الثاني 2024، تحولت العديد من باحات المستشفيات إلى مقابر جماعية؛ وفقًا لإدارة الموارد البشرية الأورومتوسطية، بحلول ديسمبر 2023، كان هناك أكثر من 120 مقبرة جماعية داخل القطاع.

### مجمع ناصر الطبي
وفقا لتقارير من يناير/كانون الثاني وفبراير/شباط 2024، فإن الموظفين والمدنيين في مستشفى ناصر "شعروا بأنهم مجبرون" على دفن الضحايا في فناء المستشفى بسبب عدم القدرة على الوصول إلى المقابر بسبب الحرب وشدة القتال.
في أبريل 2024، بعد انسحاب القوات الإسرائيلية، استخرج أكثر من 300 جثة لشبان ونساء وأطفال في مجمع ناصر الطبي في خان يونس، غزة، بعد الانسحاب العسكري الإسرائيلي. ووفقا للعقيد يامن أبو سليمان، ظهرت على الجثث علامات تشير إلى أنها قُيدت واحتمال إعدامها. وتشير التقارير إلى أنه تم التعرف على مقبرتين جماعيتين أخريين، لكن لم تُنبش بعد.
وفقاً لتقرير صادر عن قناة فرانس 24، استناداً إلى تحليل الصور ومقاطع الفيديو، فإن موقع استخراج الجثث يقع تقريباً في نفس المنطقة التي اجري فيها الدفن الجماعي السابق، ولكن لا توجد طريقة للتحقق من عدد الجثث التي دفنت هناك قبل الانسحاب الإسرائيلي في أبريل 2024. وقدمت شركة Geoconfirmed تحليلاً مماثلاً، قائلة إن عمليات استخراج الجثث تمت في نفس الموقع الذي جرت فيه عمليات الدفن الجماعي السابقة التي أجراها الفلسطينيون، على الرغم من أنها لم تستبعد احتمال أضافت القوات الإسرائيلية القبور إليها.

### مستشفى الشفاء
في 14 نوفمبر/تشرين الثاني 2024، أعلن المسؤولون في مستشفى الشفاء أنهم قاموا بدفن 179 جثة في مقبرة جماعية في باحة المستشفى. وبعد أسبوع، دفن الفلسطينيون العشرات من الجثث مجهولة الهوية التي نقلت من مستشفى الشفاء والمستشفى الإندونيسي في مقبرة جماعية في خان يونس.
في أبريل/نيسان 2024، استخرج العاملون الصحيون في غزة أولى الجثث من المقابر الجماعية في مستشفى الشفاء بمدينة غزة، عندما عثر على ما لا يقل عن 381 جثة بعد انسحاب القوات الإسرائيلية، بعد حصارها الذي دام أسبوعين. وظهرت على العديد من الجثث علامات السحق أو التشوه جزئياً نتيجة دهسها بالدبابات الإسرائيلية. وتضمنت القبور بقايا مدفونة وفوق الأرض، بعضها تحت التراب أو الأغطية البلاستيكية. وسبق أن أكتشفت مقابر جماعية في مستشفى الشفاء بعد الحصار عليه في وقت سابق من عام 2024. وفي تشرين الثاني/نوفمبر 2023، قال مدير مستشفى الشفاء محمد أبو سلمية لوكالة فرانس برس إنه دُفن 179 جثة في الفناء خلال حصار مستشفى الشفاء.
في 8 مايو، أعلن المكتب الإعلامي في غزة عن العثور على مقبرة جماعية ثالثة في مستشفى الشفاء، وعثر على بعض الجثث بدون رؤوس، مما أثار مخاوف بشأن جرائم حرب محتملة. وقال مدير مركز عمليات الطوارئ في غزة، في بيان، إن "الجثث التي عثرنا عليها كانت على أسرة في قسم الاستقبال والطوارئ، مما يعني أن إسرائيل دمرت القسم فوق رؤوس المرضى والجرحى - ودفنوا أحياء".

### بيت لاهيا
وعثر على مقبرة جماعية في أرض إحدى المدارس في بيت لاهيا شمال قطاع غزة. وبحسب ما ورد عثر على جثث 30 فلسطينياً في أكياس جثث، معصوبي الأعين ومقيدي الأيدي خلف ظهورهم. وأكد نادي الأسير الفلسطيني هذا الاكتشاف، وأشار إلى أن الضحايا كانوا رهن الاعتقال، ما يشير إلى أنهم أعدموا ميدانياً. هويات الضحايا وظروف وتواريخ الوفاة غير معروفة.

### دير البلح
وفي دير البلح دُفن ما لا يقل عن خمسين شخصاً في مقبرة جماعية. وقال رئيس البلدية: "ندفن موتانا في مقابر جماعية، وقبورنا لم تعد تتسع لعدد الشهداء الكبير".

## تحقيق
ودعت الأمم المتحدة إلى إجراء "تحقيقات واضحة وشفافة وذات مصداقية" في المقابر الجماعية. وشدد فولكر تورك على أن المستشفيات يحق لها الحصول على حماية خاصة للغاية بموجب القانون الدولي الإنساني. وذكر أيضًا أن القتل العمد للمدنيين والأسرى وغيرهم من العاجزين عن القتال (غير القادرين على المشاركة في القتال) يعد جريمة حرب. كما دعت الأمم المتحدة إلى الحفاظ على أدلة الطب الشرعي للمقابر الجماعية في غزة. ودعا الاتحاد الأوروبي إلى إجراء تحقيق مستقل، قائلاً: "هذا أمر يجبرنا على الدعوة إلى إجراء تحقيق مستقل... لأنه في الواقع يخلق الانطباع بأنه ربما كانت هناك انتهاكات لحقوق الإنسان الدولية".

## ردود الفعل
وقال الجيش الإسرائيلي إن الاتهامات الموجهة إليهم بالتسبب في أعمال القتل "لا أساس لها من الصحة". وقال الجيش الإسرائيلي إنه خلال عمليته "في مجمع ناصر، وفي إطار الجهود الرامية إلى تحديد مكان الرهائن والمفقودين، فحصت الجثث التي دفنها الفلسطينيون في منطقة مجمع ناصر الطبي". وذكروا كذلك أن "الجثث التي فُحصت والتي لا تعود للرهائن الإسرائيليين أعيدت إلى مكانها". نشرت سكاي نيوز تحليلاً لصور الأقمار الصناعية ولقطات وسائل التواصل الاجتماعي للمقابر الجماعية التي حفرها الفلسطينيون أثناء الحصار الإسرائيلي، والتي جُرفت لاحقًا من قبل الجيش الإسرائيلي.
وانتقدت حركة حماس المجتمع الدولي لصمته بعد اكتشاف مقابر جماعية في غزة. ووصفوا النتائج بأنها دليل على "الفاشية الصهيونية" وجرائم الحرب. وطالبت حماس المؤسسات الدولية بمحاسبة إسرائيل.

### بلدان
- الصين: في إشارة إلى المقابر التي عثر عليها في مستشفى الشفاء، صرح المتحدث باسم وزارة الخارجية الصينية لين جيان [الإنجليزية] أن الصين "شعرت بصدمة عميقة وتدين بشدة مرتكبي هذه الفظائع".[70]
- مصر: وقالت وزارة الخارجية المصرية إنه “من المحزن والمخزي أن تستمر انتهاكات القانون الدولي والقيم الإنسانية بهذه الطريقة في القرن الحادي والعشرين، على مرأى ومسمع جميع الدول والمنظمات الدولية”. ومجلس الأمن." وقالت مصر أيضًا إنها تدين انتهاكات القانون الدولي، بما في ذلك استهداف القوات الإسرائيلية للمدنيين والنازحين والفرق الطبية.[71]
- فرنسا: دعت فرنسا إلى إجراء تحقيق مستقل في المقابر الجماعية التي أكتشفت في غزة. وقالت وزارة الخارجية الفرنسية: "نظرا لحالة الطوارئ الإنسانية الشاملة في غزة، حيث الوضع المدني غير مقبول منذ فترة طويلة، تدعو فرنسا إلى وقف فوري ودائم لإطلاق النار، وهو الشيء الوحيد الذي سيحمي السكان المدنيين". والتدفق الهائل للمساعدات الإنسانية عبر جميع نقاط الوصول إلى قطاع غزة."[72]
- ألمانيا: دعت ألمانيا إلى إجراء تحقيق في تقارير إعلامية عن اكتشاف مقابر جماعية.[73]
- إيران: وقد وصف المتحدث باسم وزارة الخارجية الإيرانية، ناصر كناني، هذه المجزرة بالمروعة والمفجعة. وأكد أن القانون الدولي الإنساني، ولا سيما اتفاقيات جنيف 1949، يدعم المراكز الطبية والمستشفيات، مضيفًا أن الأدلة الدامغة تثبت مسؤولية الحكومة الإسرائيلية والصهاينة عن الفظائع المرتكبة في هذه الجريمة.[74] كما دعا سفير إيران في جنيف ومندوبها الدائم لدى المنظمات الدولية، علي بحراني، إلى وضع حد فوري للجرائم في قطاع غزة ردًا على اكتشاف المقابر الجماعية.[75]
- الأردن: وجدد المتحدث باسم وزارة الخارجية الأردنية سفيان القضاة إدانة المملكة للأعمال والجرائم الإسرائيلية، مضيفاً أن هذه الأعمال لا تشكل انتهاكاً للقانون الدولي والقانون الإنساني الدولي فحسب، بل هي أيضاً جرائم حرب.[76]
- باكستان: انضمت باكستان إلى الأمم المتحدة في المطالبة بإجراء تحقيق "شفاف وموثوق" في اكتشاف مقابر جماعية في مستشفيين كبيرين في غزة. وقال متحدث باسم وزارة الخارجية: "يجب أن يكون هناك تحقيق مستقل ومحايد لكشف الحقائق وتحديد المسؤولية ومعاقبة المسؤولين عن جرائم الحرب والجرائم ضد الإنسانية في غزة. إننا ندعو المجتمع الدولي، وخاصة مؤيدي إسرائيل، إلى التحرك الفوري لإنهاء الحرب على شعب غزة وحماية المدنيين ومحاسبة مرتكبي الإبادة الجماعية في غزة".[77]
- فلسطين: دعا مسؤولون فلسطينيون إلى إجراء تحقيق دولي بعد العثور على مقبرة جماعية لأشخاص معصوبي الأعين ومقيدي الأيدي في غزة. ودعت الخارجية الفلسطينية إلى إجراء تحقيق دولي فيما وصفته بالمجزرة الإسرائيلية، وطالبت بزيارة فريق إلى غزة للوقوف على "حقيقة وحجم هذه الإبادة الجماعية التي يتعرض لها شعبنا".[78]
- السعودية: أدانت المملكة العربية السعودية جرائم الحرب الإسرائيلية في قطاع غزة. وشددت وزارة الخارجية السعودية على أن تقاعس المجتمع الدولي عن محاسبة إسرائيل على انتهاكاتها للقانون الدولي لن يؤدي إلا إلى مزيد من الانتهاكات وزيادة المآسي الإنسانية والدمار.[79]
- جنوب إفريقيا: أعرب قسم العلاقات الدولية والتعاون الدولي (DIRCO) في جنوب أفريقيا عن قلقه العميق وصدمته إزاء اكتشاف المقابر الجماعية، ووصفت بأنه مروع.[80]
- الولايات المتحدة: أعربت وزارة الخارجية الأمريكية عن قلقها بشأن المقابر الجماعية. وقال المتحدث ماثيو ميلر إن الولايات المتحدة تستفسر من إسرائيل بشأن التقارير. وقد سألت الولايات المتحدة إسرائيل عن التقارير المتعلقة بالمقابر الجماعية.[81][82] كما وصف البيت الأبيض التقارير عن وجود مقابر جماعية في غزة بأنها "مثيرة للقلق العميق".[83] وتحدث المسؤولون الأمريكيون مع نظرائهم الإسرائيليين لمعرفة المزيد عن التقارير.[84]
- حوثيون: عقب اكتشاف المقابر الجماعية، حثت جماعة أنصار الله الحوثيون اليمنية قواتها على تكثيف عملياتها ضد السفن المرتبطة بإسرائيل في ولاية البحر الأحمر، بحر العرب والمحيط الهندي. وأكدت جماعة الحوثي وقوف الشعب اليمني المستمر الداعم للشعب الفلسطيني ومقاومته البطلة في غزة.[85]
- المملكة المتحدة: حث نائب زعيم الحزب الوطني الإسكتلندي، ميري بلاك، حكومة المملكة المتحدة على إدانة التقارير عن المقابر الجماعية في مستشفيات غزة باعتبارها جرائم حرب. وكررت دعوة حزبها إلى إنهاء مبيعات الأسلحة لإسرائيل خلال أسئلة رئيس الوزراء يوم الأربعاء. ويشبه بلاك إدانة المقابر الجماعية في أوكرانيا باعتبارها جرائم حرب بالفشل في القيام بذلك حتى الآن في هذه القضية. وقالت لمجلس عموم المملكة المتحدة: "عندما تم اكتشاف مقابر جماعية في أوكرانيا قبل عامين، اتحد هذا المجلس في الإدانة واعتبر القبور دليلاً على جرائم حرب، والتي يجب على روسيا الرد عليها. أمس، السلطات الفلسطينية في غزة تغطي المقابر الجماعية إن قصف المستشفيات من الخارج يعتبر أيضاً جريمة حرب، أليس كذلك؟".[86][87] وردا على بلاك، قال نائب رئيس الوزراء أوليفر دودن إنه من المتوقع أن تحقق إسرائيل في أي مزاعم بسوء السلوك. وواصل دودن حث الحكومة الإسرائيلية على التحقيق في أي مزاعم بسوء السلوك.[86]

### منظمات دولية
- وقال مفوض الأمم المتحدة السامي لحقوق الإنسان فولكر تورك إنه "شعر بالرعب" من الموقع ودعا إلى إجراء تحقيق دولي.[88][89][90] وقالت المفوضية السامية للأمم المتحدة لحقوق الإنسان إن الهجوم يشير إلى "انتهاكات خطيرة للقانون الدولي لحقوق الإنسان والقانون الدولي الإنساني".[91] كما دعت الأمم المتحدة إلى الحفاظ على أدلة الطب الشرعي للمقابر الجماعية في غزة. كما أعرب المفوض السامي لحقوق الإنسان التابع للأمم المتحدة عن رعبه إزاء تدمير مستشفيي الناصر والشفاء والتقارير عن المقابر الجماعية، كما طالب بإجراء تحقيق مستقل في عمليات القتل.[63]
- أيد الاتحاد الأوروبي دعوة الأمم المتحدة لإجراء تحقيق مستقل في الاكتشاف المزعوم للمقابر الجماعية. وقال المتحدث باسم الاتحاد الأوروبي بيتر ستانو [الإنجليزية] إن الوضع "يجبرنا على الدعوة إلى إجراء تحقيق مستقل في جميع الشبهات وجميع الظروف، لأنه يعطي الانطباع بأن حقوق الإنسان الدولية ربما تكون قد انتهكت".[92][93]
- أدانت منظمة التعاون الإسلامي "المذبحة المستمرة والمأساوية" التي ترتكبها إسرائيل بحق الفلسطينيين عقب اكتشاف مقابر جماعية. وقالت منظمة التعاون الإسلامي إنها وصفت اكتشاف المقبرة الجماعية بأنه “جريمة حرب وجريمة ضد الإنسانية وإرهاب دولة منظم يتطلب التحقيق والمحاسبة والعقوبة بموجب القانون الجنائي الدولي”.[94][95]
- عقدت جامعة الدول العربية اجتماعاً طارئاً لبحث الهجوم الإسرائيلي القاتل على قطاع غزة. وسيناقش الاجتماع حرب الإبادة الجماعية المستمرة التي تشنها إسرائيل واكتشاف المقابر الجماعية في غزة والفيتو الأمريكي ضد الطلب الفلسطيني للحصول على العضوية الكاملة في الأمم المتحدة.[96]
- دعت منظمة العفو الدولية إلى السماح للمحققين المعنيين بحقوق الإنسان بالدخول الفوري إلى قطاع غزة عقب اكتشاف مقابر جماعية. وشددت إريكا جيفارا روساس، المديرة التنفيذية لمنظمة العفو الدولية، على ضرورة الحفاظ على هذه المواقع للحصول على أدلة الطب الشرعي والتعرف على الرفات. وسلطت الضوء على أوامر محكمة العدل الدولية لإسرائيل بالحفاظ على الأدلة لمنع الإبادة الجماعية، وحث الدول الثالثة على الضغط على إسرائيل للسماح لمحققين مستقلين وخبراء الطب الشرعي بدخول غزة.[97]
- دعت لجنة الإنقاذ الدولية إلى إجراء تحقيق دولي ومستقل فوري في التقارير المتعلقة بالمقابر الجماعية. وأعرب بوب كيتشن، نائب رئيس قسم الطوارئ في لجنة الإنقاذ الدولية، عن قلقه العميق إزاء هذه التقارير وقال: "نشعر بالرعب من أنباء دفن مئات الجثث في مقابر جماعية في المرافق الصحية في غزة. وأن بعض القتلى قد دفنوا في مقابر جماعية في المرافق الصحية في غزة". ومات هناك كبار السن والنساء والجرحى - وكان بعضهم مكبلي الأيدي ومجردين من ملابسهم - ونحن نكرر دعوة مفوضة الأمم المتحدة السامية لحقوق الإنسان إلى إجراء تحقيق فوري ومستقل بالكامل في هذه الحوادث.[98]

## ملحوظات
1. ↑  وفي 7 مارس/آذار، أعادت إسرائيل جثث 47 شخصاً أخرجت جثثهم من القبور.[27]